# Jablonce
Jablonce (dříve též Jablonec) jsou osada, část obce Nečín v okrese Příbram ve Středočeském kraji. Nachází se asi 1,5 kilometru jižně od Nečína. Vesnicí protéká Jablonecký potok. Vesnicí prochází silnice II/102. Je zde evidováno 5 adres. V roce 2011 zde trvale žilo osm obyvatel.
Jablonce leží v katastrálním území Nečín o výměře 8,62 km².

## Historie
První písemná zmínka o vesnici pochází z roku 1653.
Od roku 1850 jsou Jablonce součástí obce Nečín.

## Obyvatelstvo
| Rok            | 1869 | 1880 | 1890 | 1900 | 1910 | 1921 | 1930 | 1950 | 1961 | 1970 | 1980 | 1991 | 2001 | 2011 | 2021 |
| -------------- | ---- | ---- | ---- | ---- | ---- | ---- | ---- | ---- | ---- | ---- | ---- | ---- | ---- | ---- | ---- |
| Počet obyvatel | 62   | 45   | 47   | 40   | 45   | 46   | 38   | 18   | 16   | 22   | 13   | 13   | 7    | 8    | 4    |
| Počet domů     | 7    | 7    | 7    | 7    | 7    | 7    | 7    | 6    | 6    | 4    | 4    | 5    | 5    | 5    | 5    |

## Pamětihodnosti
- U komunikace v osadě se nachází kaple.
- Poblíž kaple se nalézá drobný kříž na kamenném podstavci.

## Galerie

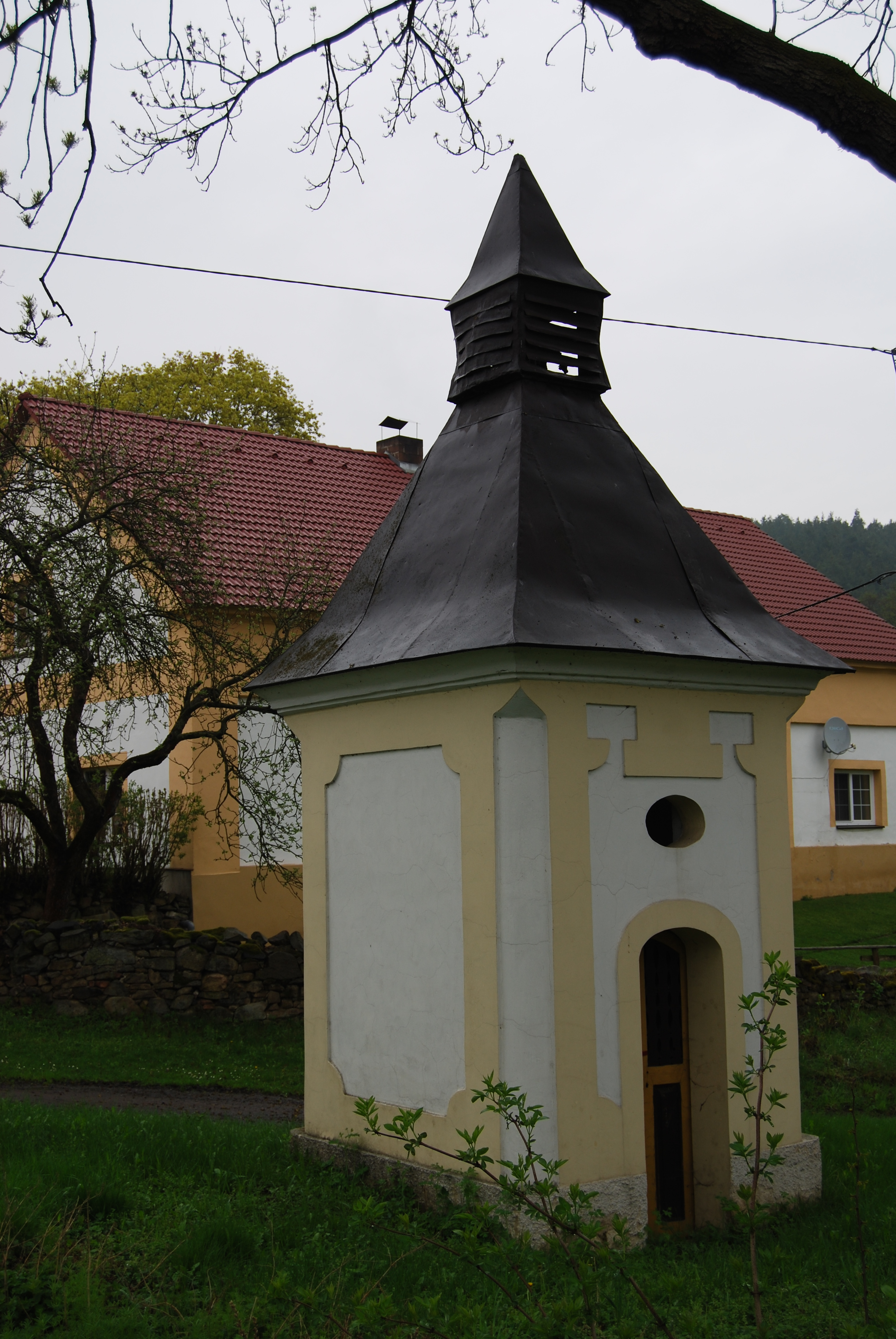
Kaple v osadě
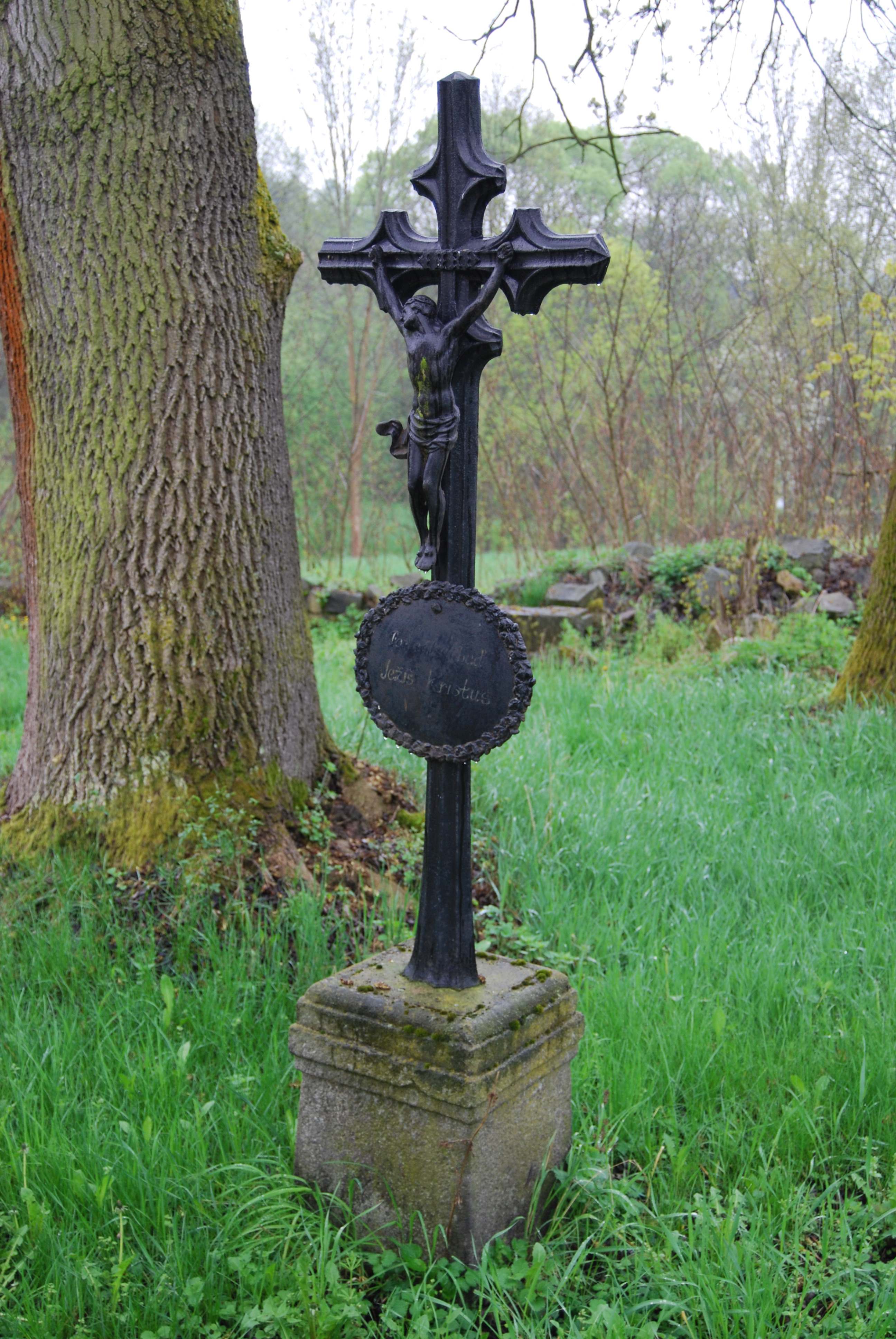
Kříž poblíž kaple